# HK Partizan
HK Partizan bildades 1948, och är ishockeysektionen i serbiska sportsällskapet JSD Partizan. De spelar sina hemmamatcher i Ledena Dvorana Pionir.

## Meriter
- Jugoslovenska Hokejaška Liga:
  - Etta (7) : 1948, 1951, 1952, 1953, 1954, 1955, 1986

- Hokejaška liga Srbije:
  - Etta (13) : 1994, 1995, 2006, 2007, 2008, 2009, 2010, 2011, 2012, 2013, 2014, 2015, 2016

- Jugoslaviska cupen:
  - Etta (2) : 1966, 1986

- Serbiska cupen:
  - Etta (1) : 1995

- Balkanligan:
  - Etta (1) : 1995

- Panonska Liga:
  - Tvåa (1) : 2009

- Slohokej Liga:
  - Etta (2) : 2011, 2012
  - Tvåa (1) : 2010